# Rafael de Valenzuela y Urzaiz
Rafael de Valenzuela y Urzaiz (Saragoça, 23 de julho de 1881 - Larache, 5 de junho de 1923) foi um militar espanhol, que se destacou lutando com a  Legião Espanhola na Guerra do Rife.
Estudou no Colégio da Companhia de Jesus em sua cidade natal. Ingressou na Academia de Infantaria de Toledo em 29 de junho de 1897, aos quinze anos de idade. Três anos mais tarde era diplomado segundo tenente. Depois de una breve estância na península, foi destinado ao Marrocos, onde passaria a maior parte de sua carreira militar.
Em 28 de outubro de 1922, a Legião havia conquistado a posição de Tizzi Assa no porto de mesmo nome. O forte de Tizzi Assa era de difícil defesa e de ainda mais difícil aprovisionamento. Nos dias 28, 29 e 31 de maio de 1923 esta situação se manifestou de forma sangrenta. A Legião teve que abrir passo aos comboios de abastecimento ao forte a ponta de baioneta ante o cerco cada vez mais estreito que faziam os mouros da tribo belicosa dos Beni-Urriaguel (cujo chefe Abd el Krim foi o cabeça da revolta do Rife e responsável do Desastre de Annual no verão de 1921, que custou a vida a cerca de 12.000 espanhóis).

Emblema da Legião Espanhola.

O Tenente Coronel Valenzuela, que havia sido nomeado Comandante da Legião em substituição ao Tenente Coronel Millán Astray em novembro de 1922, se achava de licença em  Madri, onde aproveitou para entrevistar-se com o rei Afonso XIII. Assim que soube da difícil situação de Tizzi Assa, se colocou a caminho e no dia 4 de junho chegou a Tafersit, onde encontrou reunidas as 1.ª, 2.ª e 4.ª bandeiras.
O chefe da coluna espanhola, Coronel Mateo, comunicou a Valenzuela ter recebido confidências de alguns prisioneiros indicando que as tropas mouras estavan desmoralizadas e uma vitória seria fácil. Portanto, ordenou ocupar Penha Tahuarda.
Ainda que o Tenente Coronel Valenzuela não estivesse convencido da veracidade de tais confidências, considerou que seu dever era seguir o Espírito de Disciplina próprio do Credo Legionário que reza: “Cumprirá seu dever, obedecerá até morrer”.
Penha Tahuarda era uma posição situada a oeste de Sidi Mesaud. Para chegar a ela era necessário ocupar previamente a Colina Vermelha, descer por sua vertente até um barranco ao pé de Penha Tahuarda, que servia de fortificação natural para sua defesa, e finalmente lançar-se ao assalto.
Ao amanhecer de 5 de junho de 1923, a Legião se lançou ao ataque e, em um combate sangrento, foi cumprindo seus objetivos até chegar ao barranco. Ali se deteve o avanço e as perdas humanas se multiplicaram. A situação ficava cada vez mais difícil e ameaçava com um novo fracasso, como o de dias anteriores. Então, o Tenente Coronel Rafael de Valenzuela se lançou ao assalto com o gorro legionário na sua mão esquerda e sua pistola na mão direita, ao grito de “A mim os valentes! Viva a Legião“. Seus soldados o seguiram e lograram tomar o pico. No entanto, sete balaços o atingiram depois desse ato heróico. No dia seguinte ao combate, os legionários conseguiram resgatar o seu corpo. O feito custou ainda a vida de 40 de seus homens.